# NGC 2588
NGC 2588 (również OCL 715 lub ESO 370-SC10) – gromada otwarta znajdująca się w gwiazdozbiorze Rufy. Odkrył ją John Herschel 16 lutego 1836 roku. Jest położona w odległości ok. 16,1 tys. lat świetlnych od Słońca.